# 심곡천 (경기도)

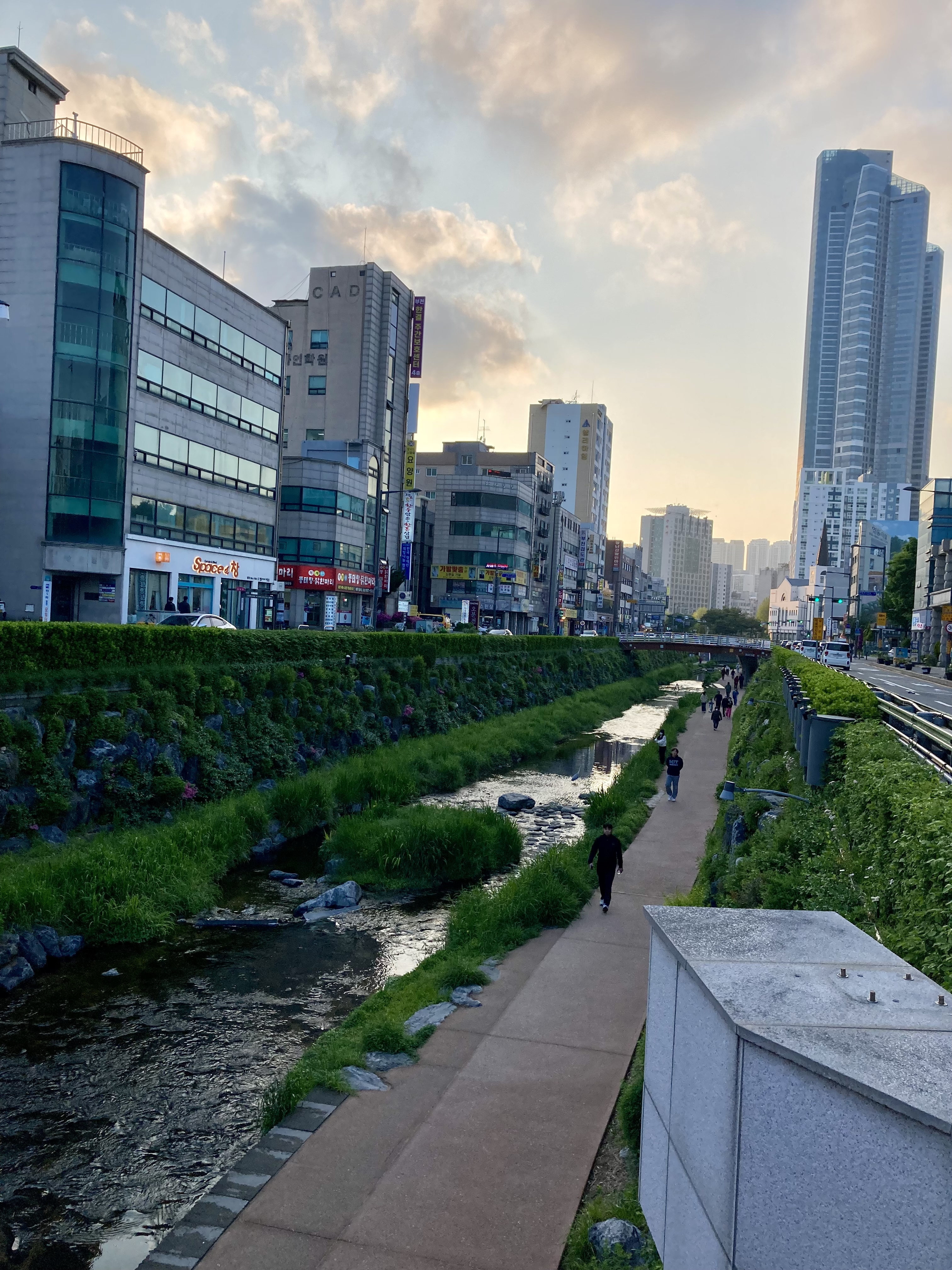
심곡천 부천로 서측

심곡천(深谷川)은 굴포천의 지류로, 돌내 또는 석천(石川)이라고도 불렀다. 경기도 부천시 소사구 소사본동 성주산 여우고개 기슭에서 발원하여, 중동신도시를 관통하여 굴포천으로 합류한다.
1986년에 복개하여 도로를 개설하였으나, 소명여고 사거리에서 부천시 보건소 앞까지 심곡동을 관통하는 약 1.0 km 구간은 2017년 5월에 자연형 하천으로 복원하였다.

## 사진

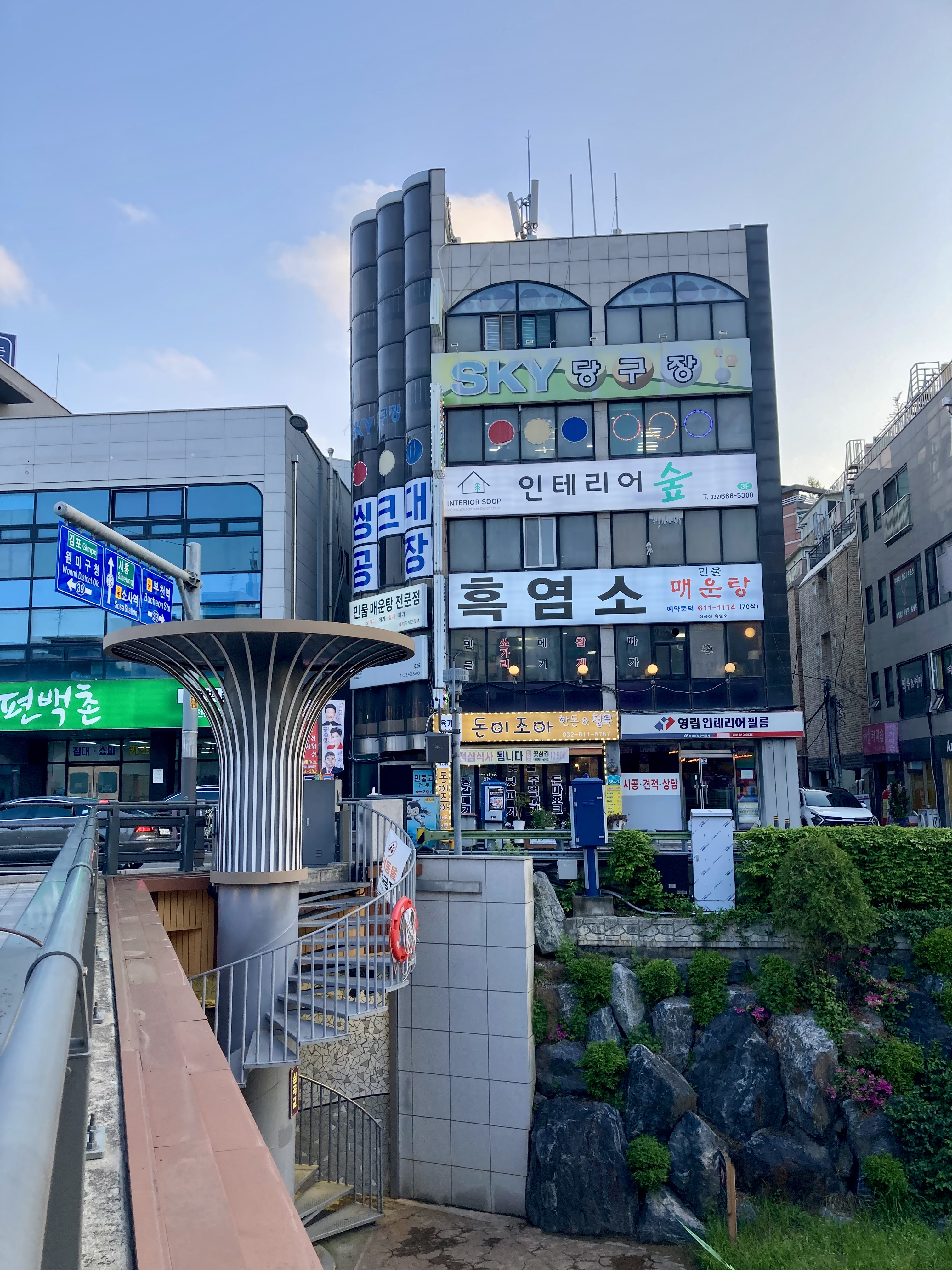
심곡천 부천로 서측 계단
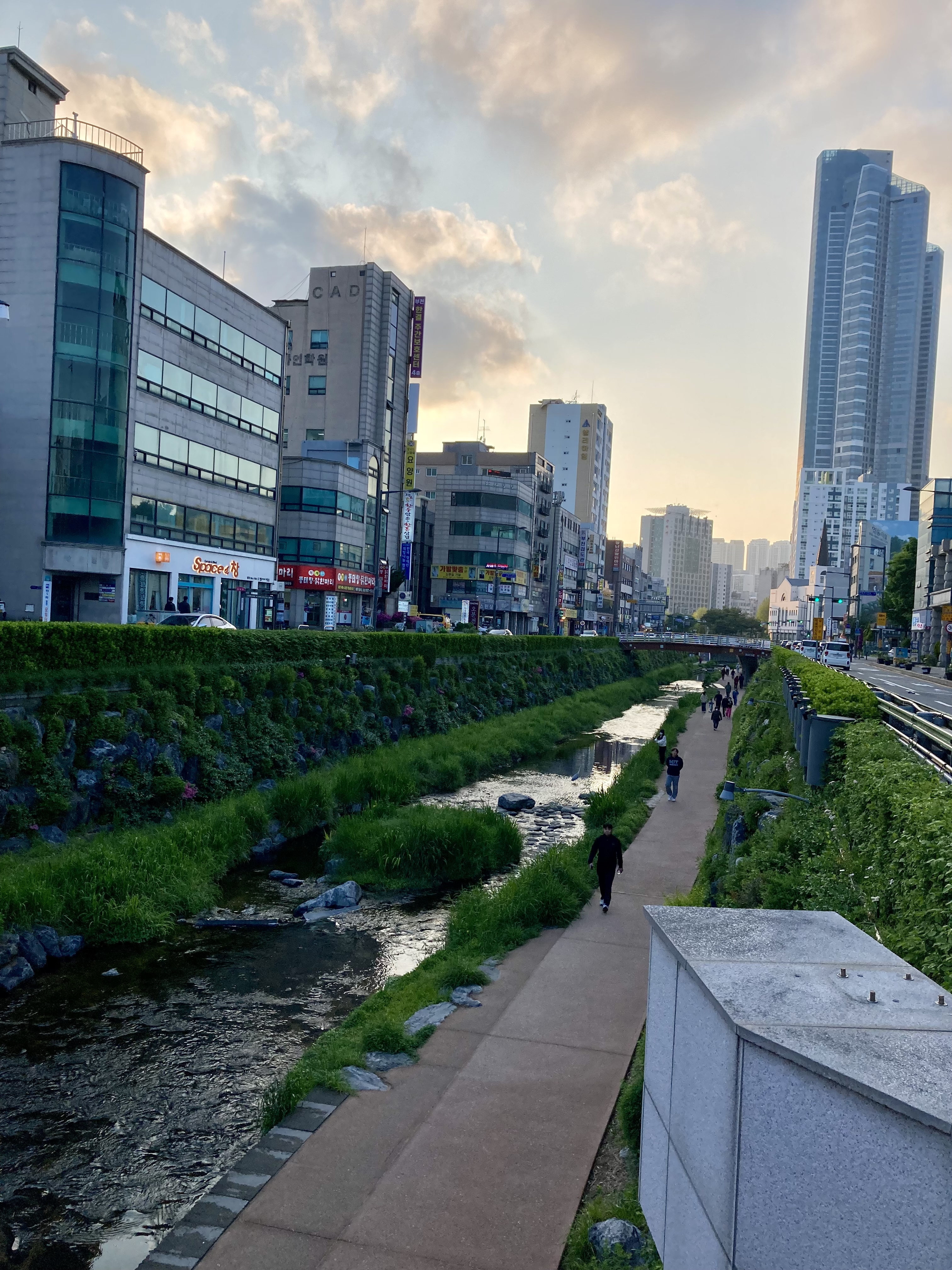
심곡천 부천로 서측 보행로
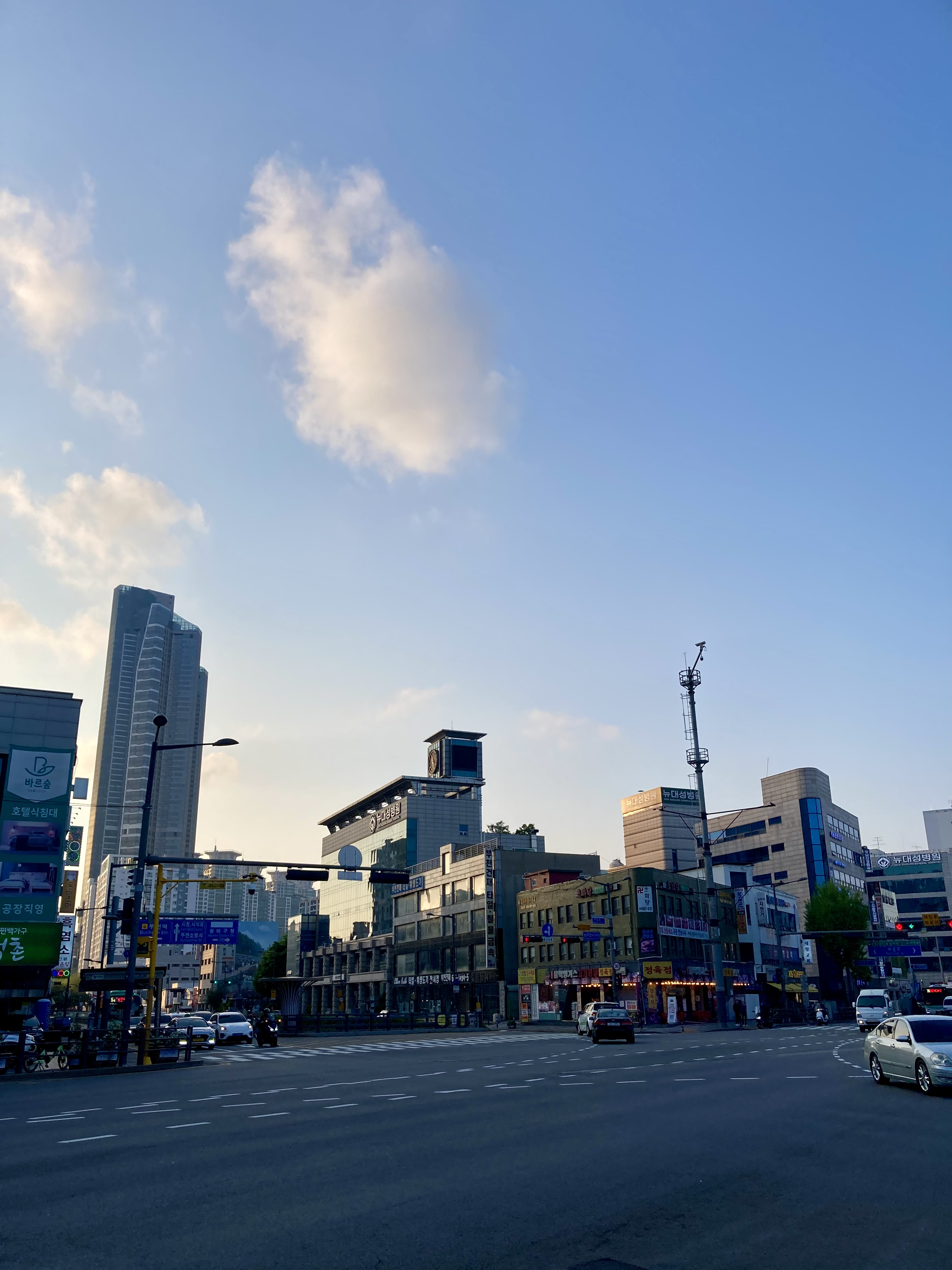
심곡천사거리 부천로 부흥로
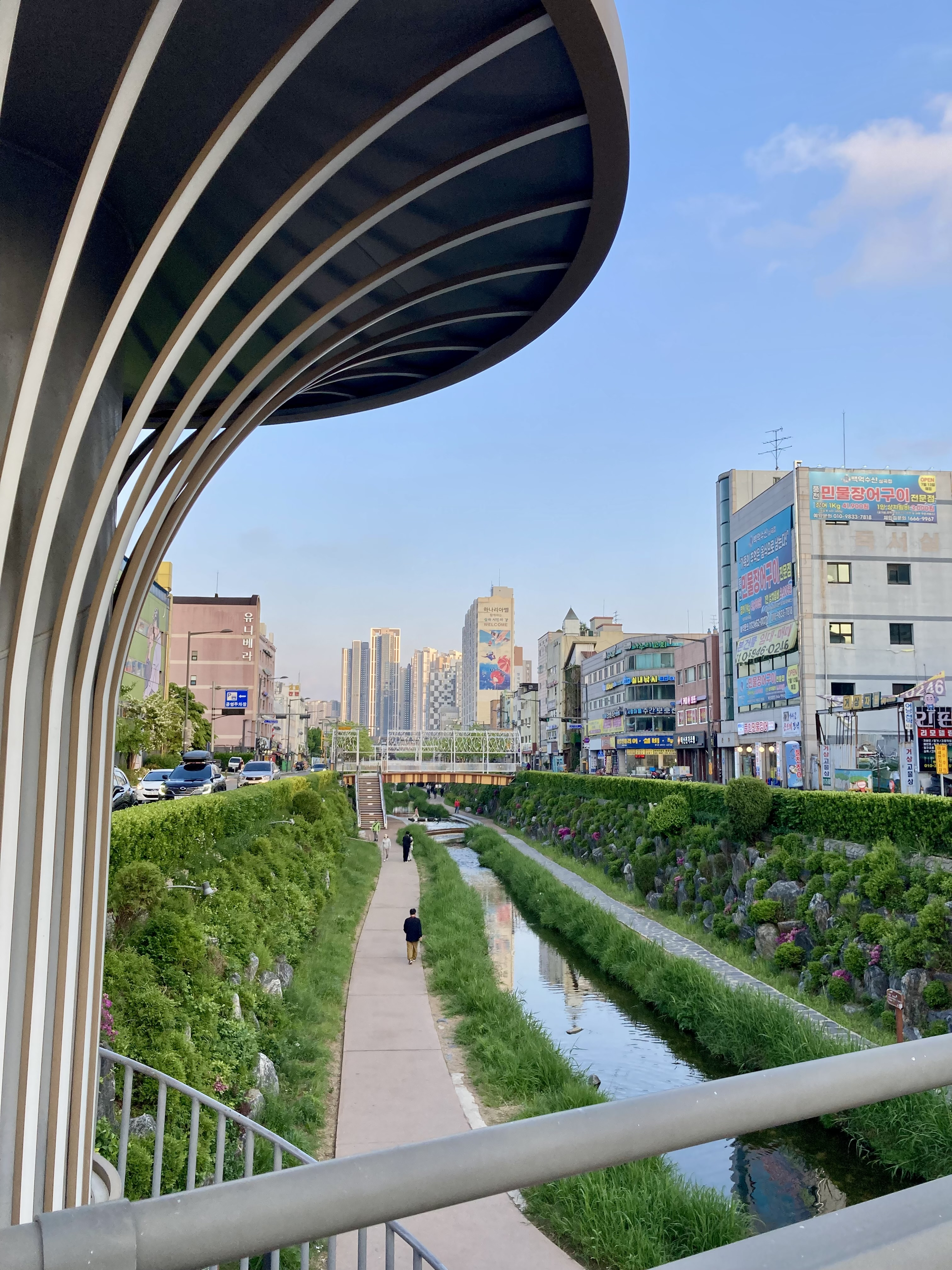
심곡천 부천로 우측 계단
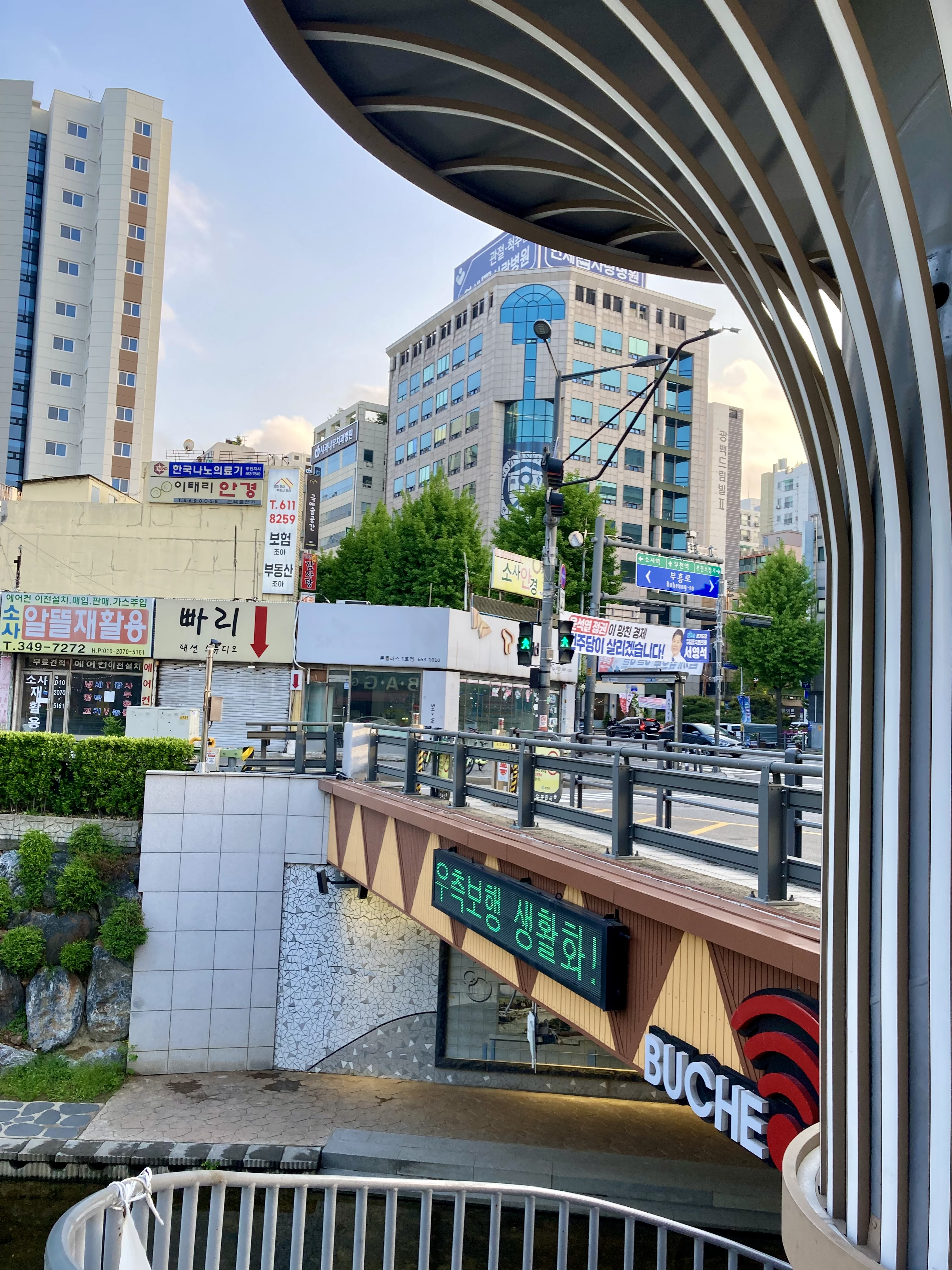
심곡천 부천로 우측 전광판
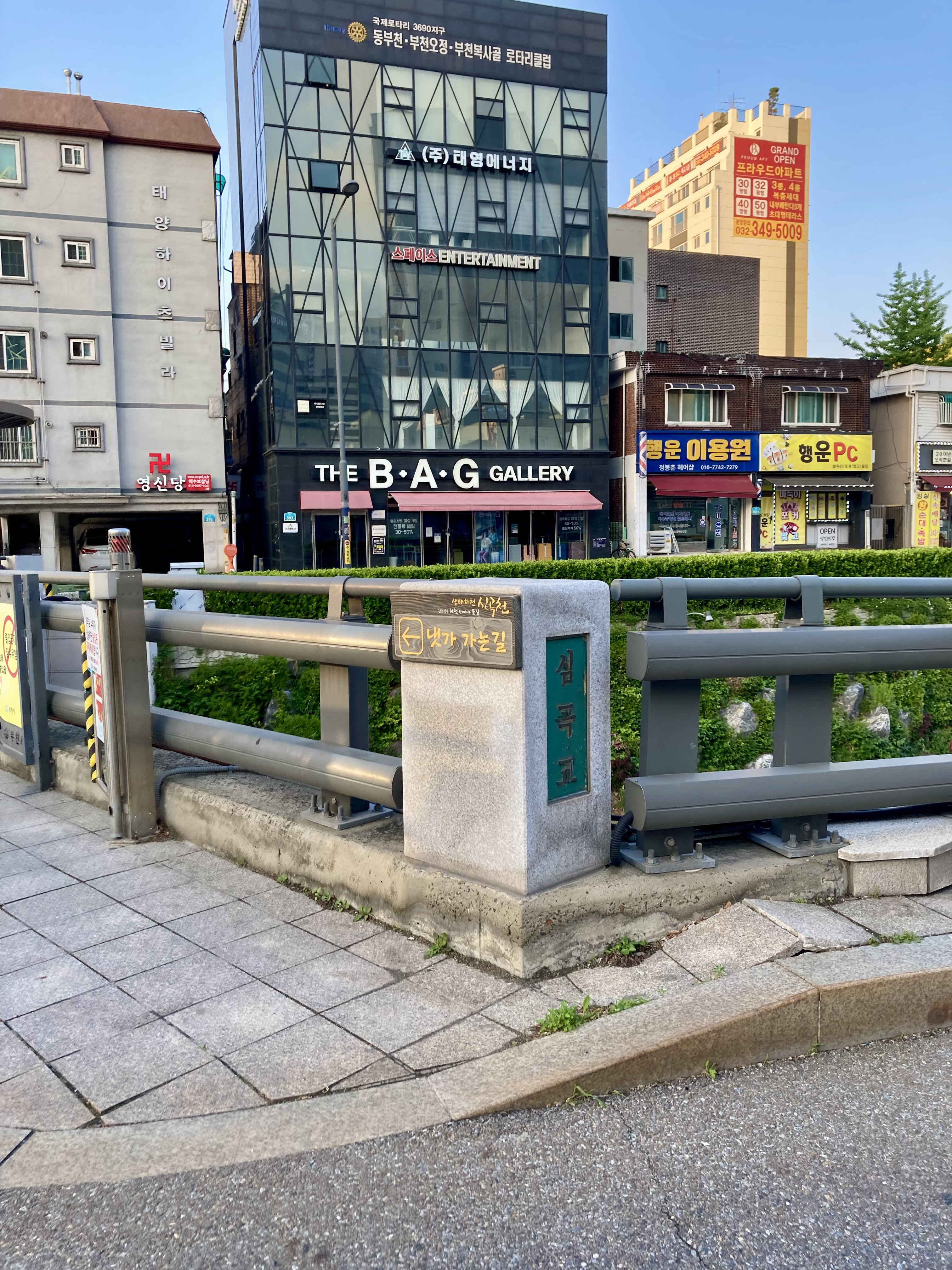
심곡교 명판
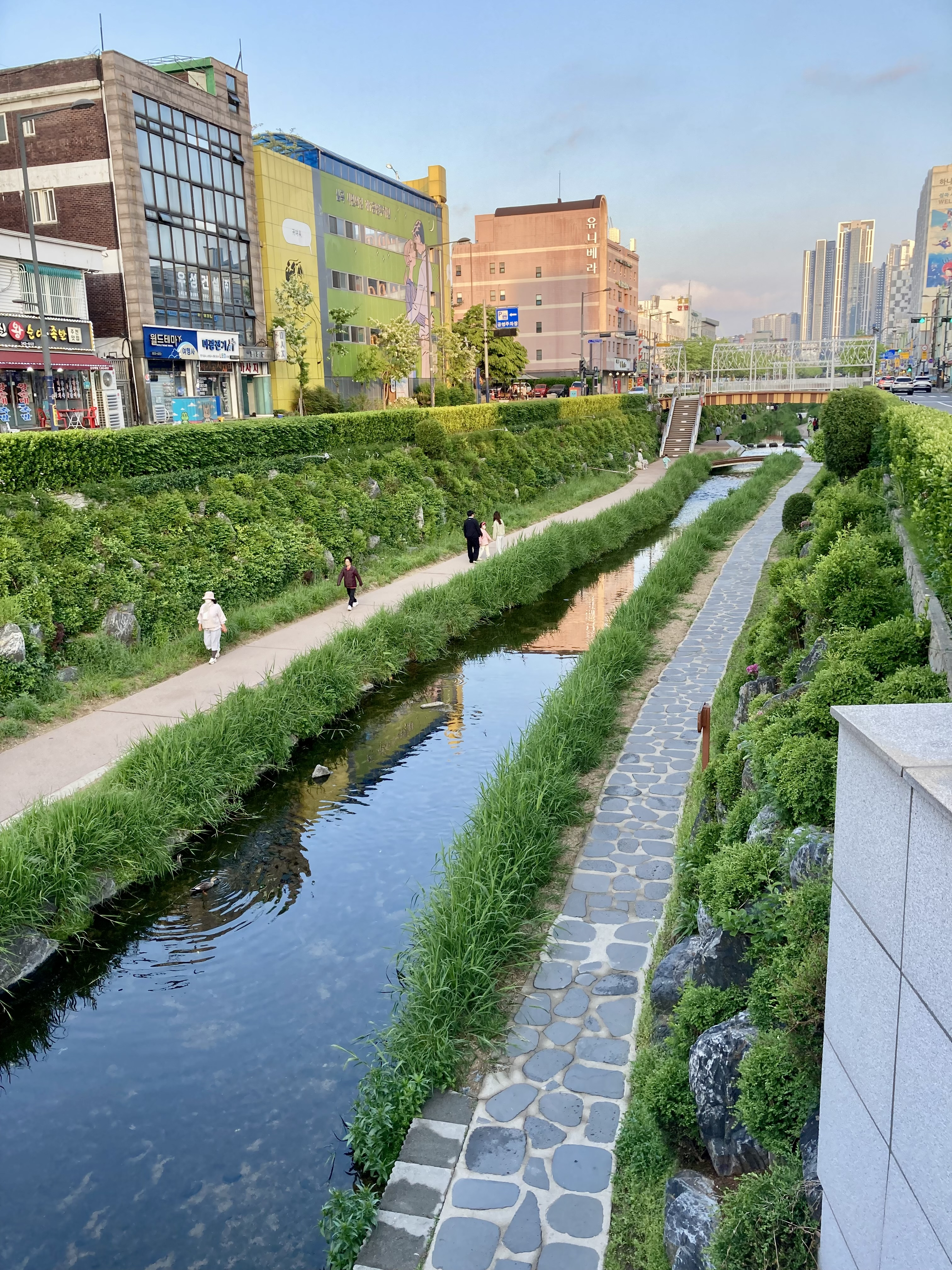
심곡천 부천로 우측 보행로